# 喜马拉雅虎耳草
喜马拉雅虎耳草（学名：Saxifraga brunonis）为虎耳草科虎耳草属下的一个种。

## 扩展阅读
- 維基物種上的相關：喜马拉雅虎耳草